# Omak (Washington)
Omak je grad u američkoj saveznoj državi Washington. Prema popisu stanovništva iz 2010. u njemu je živjelo 4.845 stanovnika.